# Christkindlesmarkt, Nürnberg
Christkindlesmarkt är en årlig julmarknad i Nürnberg, Bayern, Tyskland. Den hålls i  adventstider vid Hauptmarkt, centraltorget i Nürnbergs gamla stad. Marknaden har cirka två miljoner besökare om året och den är en av de större i Tyskland och mer kända i världen. Marknaden börjar alltid på fredagen före första söndagen i advent, och slutar på julafton, om inte denna dag är en söndag.
1898 flyttades marknaden till Fleischbrücke eller ön Schütt, innan man 1933 återvände till Hauptmarkt.